# Cratère de Tookoonooka
Le cratère de Tookoonooka est un cratère d'impact météoritique situé en Australie dans le Queensland.
Localisation géographique: 27° 07′ S, 142° 50′ E
Il n'est pas visible depuis la surface, et a été découvert lors de prospection pétrolière.
Sa taille est d'environ 55 km ; l'impact a eu lieu il y a 128 millions d'années.